# Ludwig von Holzgethan
 (septembre 2016).
Si vous disposez d'ouvrages ou d'articles de référence ou si vous connaissez des sites web de qualité traitant du thème abordé ici, merci de compléter l'article en donnant les références utiles à sa vérifiabilité et en les liant à la section « Notes et références ».
Ludwig von Holzgethan, né à Vienne le 1er octobre 1800 et mort dans sa ville natale le 12 juin 1876, est une personnalité politique autrichienne. 
Il est brièvement ministre-président d'Autriche du 30 octobre 1871 au 25 novembre 1871.

## Biographie
Ludwig Holzgethan entre dans la vie publique en 1831 en tant que fonctionnaire des finances. En 1846, il devient conseiller à la Chambre et travaille à Vienne, Trieste et Linz, puis à Ried im Innkreis en tant que représentant de l’administration du district. En 1850, il arrive à Vérone en tant que conseiller financier. En 1852, il est devient conseiller ministériel des finances vénitiennes à Venise et dirige la gestion financière de la Lombardie et de la Vénétie.
Le 4 avril 1855, à Vienne, il est élevé au rang de chevalier autrichien en tant que conseiller ministériel et préfet pour les finances de Venise. Il reçoit de François-Joseph Ier l’Ordre impérial de Léopold en 1860. Il est élevé le 31 décembre 1865 par l’empereur à un nouveau titre. Au cours de ces années, il est nommé sous-secrétaire d’État, adjoint du ministre des finances, Ignaz von Plener, et membre du Conseil d’État.
En 1870, l’empereur lui confia le ministère autrichien des finances, d’abord sous le Premier ministre Alfred Józef Potocki, puis sous Karl Sigmund von Hohenwart. Après sa démission du 30 octobre 1871, Holzgethan, qui resta ministre des finances jusqu’au 15 janvier 1872, fut également ministre-président jusqu’au 25 novembre 1871. Le 15 janvier 1872, il fut nommé par le monarque Ministre des Finances du Reich de la monarchie austro-hongroise et le resta jusqu’à sa mort en 1876 ; son successeur en tant que ministre des Finances cisleithane fut Sisinio von Pretis-Cagnodo.
Le fonctionnaire Georg Holzgethan est son frère aîné.